# Ал Гаррінгтон
Альберт Гаррінгтон (англ. Albert Harrington, нар. 17 лютого 1980, Орандж, Нью-Джерсі, США) — американський професійний баскетболіст, що грав на позиції важкого форварда за низку команд НБА. Згодом — баскетбольний тренер. З 2021 року працює асистентом головного тренера команди «Кейптаун Тайгерс». Двоюрідний брат Дантея Джонса.

## Ігрова кар'єра
Починав грати у баскетбол у команді старшої школи Сент Патріка (Елізабет). У випускному класі визнавався кращим баскетболістом країни за версією Gatorade та USA Today.
1998 року, відразу після закінчення школи був обраний у першому раунді драфту НБА під загальним 25-м номером командою «Індіана Пейсерз». Професійну кар'єру розпочав 1998 року виступами за тих же «Індіана Пейсерз», захищав кольори команди з Індіани протягом наступних 6 сезонів.
З 2004 по 2006 рік грав у складі «Атланта Гокс», куди був обміняний на Стівена Джексона.
2006 року повернувся до «Індіана Пейсерз», у складі якої провів наступний сезон своєї кар'єри.
Наступною командою в кар'єрі гравця була «Голден-Стейт Ворріорс», за яку він відіграв один сезон.
З 2008 по 2010 рік грав у складі «Нью-Йорк Нікс», куди перейшов в обмін на Джамала Кроуфорда.
2010 року перейшов до «Денвер Наггетс», у складі якої провів наступні 2 сезони своєї кар'єри.
Наступною командою в кар'єрі гравця була «Орландо Меджик», за яку він відіграв один сезон. Зіграв лише 10 матчів протягом сезону. Сама команда здобула лише 20 перемог при 62 поразках, що стало антирекордом НБА.
З 2013 по 2014 рік грав у складі «Вашингтон Візардс».
11 серпня 2014 року підписав контракт з китайською командою «Фуцзянь Сюньсін». 18 березня 2015 року оголосив про завершення ігрової кар'єри.
28 жовтня 2015 року повернувся в спорт, підписавши конракт з командою «Сідней Кінгс» з Австралії. Зігравши у шести матчах, вдруге завершив кар'єру.

## Статистика виступів в НБА

### Регулярний сезон
| Сезон             | Команда                 | GP  | GS  | MPG  | FG%  | 3P%  | FT%  | RPG | APG | SPG | BPG | PPG  |
| ----------------- | ----------------------- | --- | --- | ---- | ---- | ---- | ---- | --- | --- | --- | --- | ---- |
| 1998–99           | «Індіана Пейсерз»       | 21  | 0   | 7.6  | .321 | .000 | .600 | 1.9 | .2  | .2  | .1  | 2.1  |
| 1999–00           | «Індіана Пейсерз»       | 50  | 0   | 17.1 | .458 | .235 | .703 | 3.2 | .8  | .5  | .2  | 6.6  |
| 2000–01           | «Індіана Пейсерз»       | 78  | 38  | 24.3 | .444 | .143 | .656 | 4.9 | 1.7 | .8  | .2  | 7.5  |
| 2001–02           | «Індіана Пейсерз»       | 44  | 1   | 29.8 | .475 | .333 | .799 | 6.3 | 1.2 | .9  | .5  | 13.1 |
| 2002–03           | «Індіана Пейсерз»       | 82  | 37  | 30.1 | .434 | .283 | .770 | 6.2 | 1.5 | .9  | .4  | 12.2 |
| 2003–04           | «Індіана Пейсерз»       | 79  | 15  | 30.9 | .463 | .273 | .734 | 6.4 | 1.7 | 1.0 | .3  | 13.3 |
| 2004–05           | «Атланта Гокс»          | 66  | 66  | 38.6 | .459 | .216 | .672 | 7.0 | 3.2 | 1.3 | .2  | 17.5 |
| 2005–06           | «Атланта Гокс»          | 76  | 76  | 36.6 | .452 | .346 | .694 | 6.9 | 3.1 | 1.1 | .2  | 18.6 |
| 2006–07           | «Індіана Пейсерз»       | 36  | 36  | 33.6 | .458 | .458 | .713 | 6.3 | 1.4 | .7  | .3  | 15.9 |
| 2006–07           | «Голден-Стейт Ворріорс» | 42  | 42  | 32.3 | .456 | .417 | .681 | 6.4 | 2.3 | 1.0 | .3  | 17.0 |
| 2007–08           | «Голден-Стейт Ворріорс» | 81  | 59  | 27.0 | .434 | .375 | .774 | 5.4 | 1.6 | .9  | .2  | 13.6 |
| 2008–09           | «Голден-Стейт Ворріорс» | 5   | 5   | 33.2 | .329 | .393 | .500 | 5.6 | 2.0 | 1.4 | .0  | 12.4 |
| 2008–09           | «Нью-Йорк Нікс»         | 68  | 51  | 35.0 | .446 | .362 | .804 | 6.3 | 1.4 | 1.2 | .3  | 20.7 |
| 2009–10           | «Нью-Йорк Нікс»         | 72  | 15  | 30.5 | .435 | .342 | .757 | 5.6 | 1.5 | .9  | .4  | 17.7 |
| 2010–11           | «Денвер Наггетс»        | 73  | 3   | 22.8 | .416 | .357 | .735 | 4.5 | 1.4 | .5  | .1  | 10.5 |
| 2011–12           | «Денвер Наггетс»        | 64  | 1   | 27.5 | .446 | .333 | .676 | 6.1 | 1.4 | .9  | .2  | 14.2 |
| 2012–13           | «Орландо Меджик»        | 10  | 0   | 11.9 | .351 | .267 | .750 | 2.7 | 1.0 | .4  | .1  | 5.1  |
| 2013–14           | «Вашингтон Візардс»     | 34  | 0   | 15.0 | .396 | .340 | .771 | 2.4 | .8  | .4  | .0  | 6.6  |
| Усього за кар'єру | Усього за кар'єру       | 981 | 445 | 28.6 | .444 | .352 | .727 | 5.6 | 1.7 | .9  | .3  | 13.5 |

### Плей-оф
| Сезон             | Команда                 | GP | GS | MPG  | FG%  | 3P%  | FT%  | RPG | APG | SPG | BPG | PPG  |
| ----------------- | ----------------------- | -- | -- | ---- | ---- | ---- | ---- | --- | --- | --- | --- | ---- |
| 2001              | «Індіана Пейсерз»       | 3  | 0  | 13.3 | .154 | .000 | .500 | 1.3 | 1.0 | .0  | .0  | 1.7  |
| 2003              | «Індіана Пейсерз»       | 6  | 0  | 17.2 | .212 | .000 | .667 | 3.7 | .8  | 1.0 | .5  | 3.0  |
| 2004              | «Індіана Пейсерз»       | 16 | 2  | 26.7 | .429 | .400 | .545 | 6.4 | .8  | 1.4 | .6  | 9.5  |
| 2007              | «Голден-Стейт Ворріорс» | 11 | 5  | 23.8 | .398 | .395 | .633 | 4.6 | .5  | .5  | .6  | 10.2 |
| 2011              | «Денвер Наггетс»        | 5  | 0  | 14.0 | .455 | .500 | .750 | 1.4 | 1.0 | .6  | .0  | 5.6  |
| 2012              | «Денвер Наггетс»        | 7  | 0  | 23.3 | .320 | .286 | .667 | 4.3 | .9  | .4  | .1  | 9.7  |
| 2014              | «Вашингтон Візардс»     | 7  | 0  | 8.4  | .400 | .000 | .714 | 2.3 | .0  | .6  | .0  | 2.4  |
| Усього за кар'єру | Усього за кар'єру       | 55 | 7  | 20.4 | .374 | .317 | .605 | 4.2 | .7  | .8  | .4  | 7.3  |

## Тренерська робота
У грудні 2021 року став асистентом головного тренера південноафриканської команди «Кейптаун Тайгерс».